# The Accidental Husband
The Accidental Husband (en España: Marido por sorpresa) es una película de 2008 de comedia dirigida por Griffin Dunne y protagonizada por Uma Thurman, Jeffrey Dean Morgan, Colin Firth, Isabella Rossellini y Sam Shepard. 
La película está escrita por Mimi Hare, Clare Naylor y Bonnie Sikowitz, y es producida por Jennifer Todd, Jason Blum, y Uma Thurman. Fue estrenada el 29 de febrero de 2008 en Reino Unido y planeada a estrenarse el 27 de marzo de 2009 en Estados Unidos. Fue lanzada directa en DVD en Estados Unidos el 10 de noviembre de 2009.

## Sinopsis
Emma Lloyd (Uma Thurman) es una periodista que ha triunfado gracias a su sensibilidad, madurez y gran conocimiento sobre las relaciones amorosas. Tiene un programa de radio puntero, un contrato millonario para escribir un libro y una sólida relación con su novio Richard (Colin Firth). Durante los preparativos de la boda, Emma descubre estupefacta que no se puede casar porque ya está casada. Y además con un hombre al que no conoce de nada: un bombero (Jeffrey Dean Morgan) que no está dispuesto a facilitarle las cosas para conseguir la nulidad matrimonial.

## Elenco
- Uma Thurman como Dr. Emma Lloyd.
- Jeffrey Dean Morgan como Patrick Sullivan.
- Colin Firth como Richard Bratton.
- Isabella Rossellini como Mrs.greta Bollenbecker.
- Keir Dullea como Karl Bollenbecker.
- Sam Shepard como Wilder.
- Kristina Klebe como Katerina Bollenbecker.
- Lindsay Sloane como Marcy.
- Justina Machado como Sofia.
- Sarita Choudhury como Sunny.
- Brooke Adams como Carolyn.
- Michael Mosley como Declan.
- Ajay Naidu como Deep.

## Doblaje
- Dra. Emma Lloyd - Claudia Garzón
- Patrick Sullivan - Humberto Solórzano
- Richard Braxton - Salvador Delgado
- Wilder - Gabriel Pingarrón
- Katerina Bollenbecker - Lourdes Morán
- Karl Bollenbecker - Óscar Gómez
- Marcy - María Inés Guerra
- Larry - Jorge Ornelas
- Deep - Jesús Barrero
- Cantinero - Eduardo Fonseca

|              |                      |              |
| Uma Thurman. | Jeffrey Dean Morgan. | Colin Firth. |

## Taquilla
A partir del 29 de marzo de 2009, recaudó $20,745,939.